# Liste der Monuments historiques in Monterblanc
Die Liste der Monuments historiques in Monterblanc führt die Monuments historiques in der französischen Gemeinde Monterblanc auf.

## Liste der Bauwerke
| Bezeichnung                       | Beschreibung | Standort           | Kennzeichnung | Schutzstatus | Datum | Bild           |
| --------------------------------- | ------------ | ------------------ | ------------- | ------------ | ----- | -------------- |
| Kapelle Notre-Dame de Bon Secours |              | Mangolérian (Lage) | PA56000052    | Inscrit      | 2001  | weitere Bilder |

## Liste der Objekte
- Monuments historiques (Objekte) in Monterblanc in der Base Palissy des französischen Kultusministeriums